# 周亚夫墓
周亚夫墓，位于河北省景县县城西，为河北省文物保护单位，汉朝军事家周亚夫的墓葬，底周长600米，高约16米。

## 背景
周亚夫是汉朝汉景帝时期的政治人物，景帝前元三年，帅军平东吴、楚七国之乱，被正式任命为太尉，前元五年又拜为丞相，为官耿直。景帝中元三年因与皇室交恶，被免去丞相之位。晚年在筹办葬礼时，被人诬告谋反，被捕入狱绝食而亡。他死后，景县士兵为其修建墓祠。

## 特点
周亚夫墓坐落在景县至龙华和景县至武邑两条公路分岔的地方，向东北至景县城1.3公里。墓封土高约16米，周长约600米，平面形状呈不规则的三角形。1956年7月9日，定为河北省重点文物保护单位。1974年重立了标志碑。1982年7月23日，重新审定、列为第二批河北省文物保护单位。1996年，景县投资150万元，对周亚夫墓进行全面保护维修，墓四周修建保护性围墙，并立汉白玉保护标志和周亚夫碑记、周亚夫雕像。1997年，亚夫陵园对外开放。